# 出賣和平，有人要嗎？
《出卖和平，有人要吗？》（Peace Sells... but Who's Buying?）是美国激流金属乐队麦加帝斯的第二张录音室专辑，由国会唱片于1986年9月25日发行。
在谈到《出卖和平，有人要吗？》的歌词内容时，戴夫·马斯泰恩和贝斯手大卫·艾勒夫森表示，他们希望通过创作具有社会意识的歌词，改变公众对重金属音乐的刻板印象。马斯泰恩进一步指出，乐队并非对当时的政治局势毫无了解，而他的部分政治观点也融入到了歌曲之中。